# Westbahn MeA 4010
De serie MeA 4010 ook wel Stadler KISS genoemd zijn elektrische dubbeldeks treinstellen bestemd voor regionaal personenvervoer op de Westbahn van de WESTbahn Management GmbH.

## Geschiedenis
De Westbahn plaatste in juni 2009 een order bij Stadler Rail voor de bouw van 7 dubbeldeks treinstellen met een instap op het lagevoergedeelte. Deze treinen zijn tot augustus 2011 in Zwitserland en daarna ook in Oostenrijk getest. De treinen zijn op 11 december 2011 in gebruik genomen. In 2017 werd de serie uitgebreid met een treinstel met 6 delen en negen treinstellen met 4 delen van het type MeA 4110.

## Constructie en techniek
De balkons bevinden zich op het lagevloergedeelte. De treinstellen bestaan uit twee motorwagens aan de kop, en vier tussenrijtuigen zonder aandrijving. Deze treinstellen kunnen tot twee stuks gecombineerd rijden. De treinstellen zijn uitgerust met luchtvering. Er wordt uitsluitend comfort in de eerste klas aangeboden.

### Nummers
Het treinstel MeA 4010 93 85 4010 002-2 is als volgt onderverdeeld:
- 1. A 93 85 4010 102-0 CH-WSTBA
- 2. A 93 85 4010 202-8 CH-WSTBA
- 3. A 93 85 4010 302-6 CH-WSTBA
- 4. A 93 85 4010 402-4 CH-WSTBA
- 5. A 93 85 4010 502-1 CH-WSTBA
- 6. A 93 85 4010 602-9 CH-WSTBA

## Treindiensten
De treinstellen worden sinds 11 december 2011 door de Westbahn GmbH een maal per uur (tot 18 x per dag) ingezet op het traject 312 kilometer lange Westbahn traject van station Wenen Westbahnhof naar station Salzburg Hauptbahnhof. In de praktijk rijden alle treinen tot en vanaf Freilassing.